# Jerzy Słuczan-Orkusz
Jerzy Słuczan-Orkusz (ur. w 1924 r. w Siedlcach, zm. w 2002 r. w Warszawie) – artysta szklarz, twórca szkła unikatowego oraz projektant szkła użytkowego, w tym szkła oświetleniowego. Mąż plastyczki Danuty Srebrzyńskiej-Orkuszowej, również tworzącej w szkle. Jego prace znajdują się w zbiorach Muzeum Narodowego w Krakowie oraz Muzeum Narodowego we Wrocławiu.

## Życiorys
Od 1948 r. studiował w Państwowej Wyższej Szkole Sztuk Plastycznych we Wrocławiu, w późniejszym okresie pod kierunkiem Haliny Jastrzębowskiej (która jednak opuściła uczelnię w 1952 r.), uzyskując w 1953 r. – jako jeden z trzech pierwszych studentów – dyplom ze specjalizacją w zakresie szkła.
Po uzyskaniu dyplomu rozpoczął pracę jako projektant w hucie szkła „Józefina” (od 1966 r. Huta Szkła Kryształowego „Julia”) w Piechowicach, gdzie podczas studiów odbywał praktykę studencką. Nawiązane wówczas kontakty pomogły mu w zorganizowaniu w zakładzie już w 1953 r. ośrodka wzorcującego. Do współpracy w hucie namówił swojego kolegę ze studiów, grafika Zygmunta Waśniewskiego, który zajmował się grawerką. Słuczan-Orkusz pracował w Piechowicach do 1957 r. Tworzone przez niego naczynia użytkowe, jako pierwsze realizacje projektanta, nie były wolne od mankamentów, jednak uwzględniały panujące warunki warsztatowe i ekonomiczne. Większe uznanie spośród prac powstałych w „Józefinie” wzbudziły późniejsze projekty ze szkła kryształowego formowanego odręcznie.
Po odejściu z Piechowic Słuczan-Orkusz prowadził w latach 1957–1959 pracownię szkła przy wrocławskiej Pracowni Sztuk Plastycznych. Jednocześnie w 1959 r. został kierownikiem ośrodka wzorcującego huty szkła „Nysa” w Pieńsku, jedynej wówczas huty w Polsce zajmującej się produkcją szkła oświetleniowego. Projekty artysty z tej dziedziny miały charakter segmentowy; można je było zestawiać w większej liczbie lub w przypadku mniejszych pomieszczeń stosować pojedynczo. Doświadczenie w pracy nad szkłem oświetleniowym wykorzystywał po odejściu z „Nysy” w 1964 r., podczas pracy w poznańskiej Spółdzielni Pracy „Lumen” oraz w Zakładach Projektowania Sprzętu Oświetleniowego przy Wojewódzkim Ośrodku Techniki.
W 1968 r. zatrudnił się w krakowskiej filii Instytutu Szkła, gdzie pracował do 1981 r. z przerwą w latach 1974–1979, poświęconych na pracę w Branżowym Ośrodku Wzornictwa przy ZHSGiT „Vitropol” w Sosnowcu. Zakład w Krakowie dysponował dobrą bazą technologiczną, co umożliwiło projektantowi tworzenie serii wyróżniających się pod względem technologicznym szkieł barwnych, cechujących się różnymi fakturami, o charakterze paraunikatowym. Powstawały szkła mleczne, przydymione, w odcieniach żółci, czerwieni, bursztynu, o powierzchniach przypominających tuf wulkaniczny lub szkła antyczne. Projektant sięgał do form rodem z tradycji europejskiej i orientalnej. Do zdobienia projektant wykorzystywał nakładki koliste, nitki i wstęgi opasujące brzuśce, doklejane ucha, karbowane stopy. Pracował również nad zastosowaniem szkła w architekturze. W sferze jego eksperymentów pozostawały luksfery, ścianki działowe, podwieszane elementy dekoracyjne.
W 1971 r. Jerzy Słuczan-Orkusz zaprezentował swoje projekty w galerii Desy na ul. św. Jana w Krakowie. Wystawa spotkała się z tak wielkim entuzjazmem zwiedzających i krytyków, że Instytut zdecydował o otworzeniu sklepu firmowego na pl. Mariackim. Choć archaizujące szkła projektanta cieszyły się popularnością wśród klientów, padały zarzuty, że w niektórych jego projektach granica pomiędzy pomysłem autorskim a historycznymi zapożyczeniami ulega zatarciu.
W okresie 1982–1991 Słuczan-Orkusz pełnił funkcję głównego projektanta HS INCO „Tarnowiec” w Tarnowcu. Projektował dla tego zakładu szkło użytkowe, ale również oświetleniowe. Z tego okresu pochodzą oszczędne w wyrazie naczynia z serii czarno-białej, wykonywane w nieprzezroczystym, dwuwarstwowym szkle sodowym, o kształtach nawiązujących do prostych form geometrycznych (choć zdarzały się również nawiązujące do naczyń z innych epok i kręgów kulturowych). Szkło projektowano zwykle w jednym kolorze, w drugim wykonywano ewentualne ozdobniki.

## Nagrody
- 1967 – nagroda Rady Wzornictwa i Estetyki Produkcji Przemysłowej[7]
- 1969 – nagroda II stopnia za kompozycję przestrzenną i kompozycję graficzną stoiska na XXXVIII MTP (we współpracy z Janem Sylwestrem Drostem)[7]
- 1970 – nagroda MKiS za osiągnięcia w rozwoju wzornictwa przemysłowego[7]
- 1971 – Złoty Merkury za projekt pawilonu na XXXX MTP (we współpracy z Janem Sylwestrem Drostem)[7]
- 1974 – I nagroda na Ogólnopolskiej Wystawie Szkła Artystycznego i Użytkowego w Katowicach[7]
- 1977 – brązowy medal za projekt pawilonu ceramiki i szkła na MTP (we współpracy z Janem Sylwestrem Drostem)[7]

## Wystawy

### Wystawy indywidualne
- 1962 – wystawa w Kordegardzie w Warszawie[7]
- 1970 – wystawa w Klubie MPiK w Warszawie[7]
- 1971 – wystawa w Desie w Krakowie[7]
- 1972 – wystawa w Muzeum Narodowym w Krakowie[7]
- 1973 – wystawa w BWA w Katowicach[7]
- 1975 – wystawa w Muzeum w Grudziądzu[7]

### Wystawy zbiorowe
- 1954 – I Ogólnopolska Wystawa Ceramiki i Szkła Artystycznego we Wrocławiu[2]
- 1960 – II Ogólnopolska Wystawa Ceramiki i Szkła Artystycznego we Wrocławiu[2]
- 1963 – Verrerie européenne 1858-1963, Liège[2],
- 1968 – 3-Bienalu Industrijskego Oblikovanja, Lublana[2],
- 1969 – Ceramika i szkło. Wystawa polskiej sztuki użytkowej w XXV-lecie Polskiej Rzeczpospolitej Ludowej, Muzeum Śląskie we Wrocławiu[2]
- 1969 – Wzornictwo w Przemyśle Szklarskim i Ceramicznym, IWP w Warszawie[2]
- 1972 – Kunstlerisches Glas aus VR Polen, Berlin[2]
- 1974 – Ogólnopolska Wystawa Szkła Artystycznego i Użytkowego w Katowicach[2]
- 1974 – Artistic Glass, Londyn[2]
- 1976 – I Ogólnopolskie Triennale Szkła, Muzeum Ziemi Kłodzkiej w Kłodzku[2]
- 1977 – Ogólnopolska Wystawa Szkła Artystycznego i Użytkowego w Katowicach[2]
- 1979 – Ogólnopolska Wystawa Szkła Unikatowego i Przemysłowego w Katowicach[2]
- 1987–1988 – Polskie szkło współczesne, IWP w Warszawie[2]